# Église Notre-Dame de Brieulles-sur-Bar
L'église Notre-Dame est une église située à Brieulles-sur-Bar, en France.

## Description

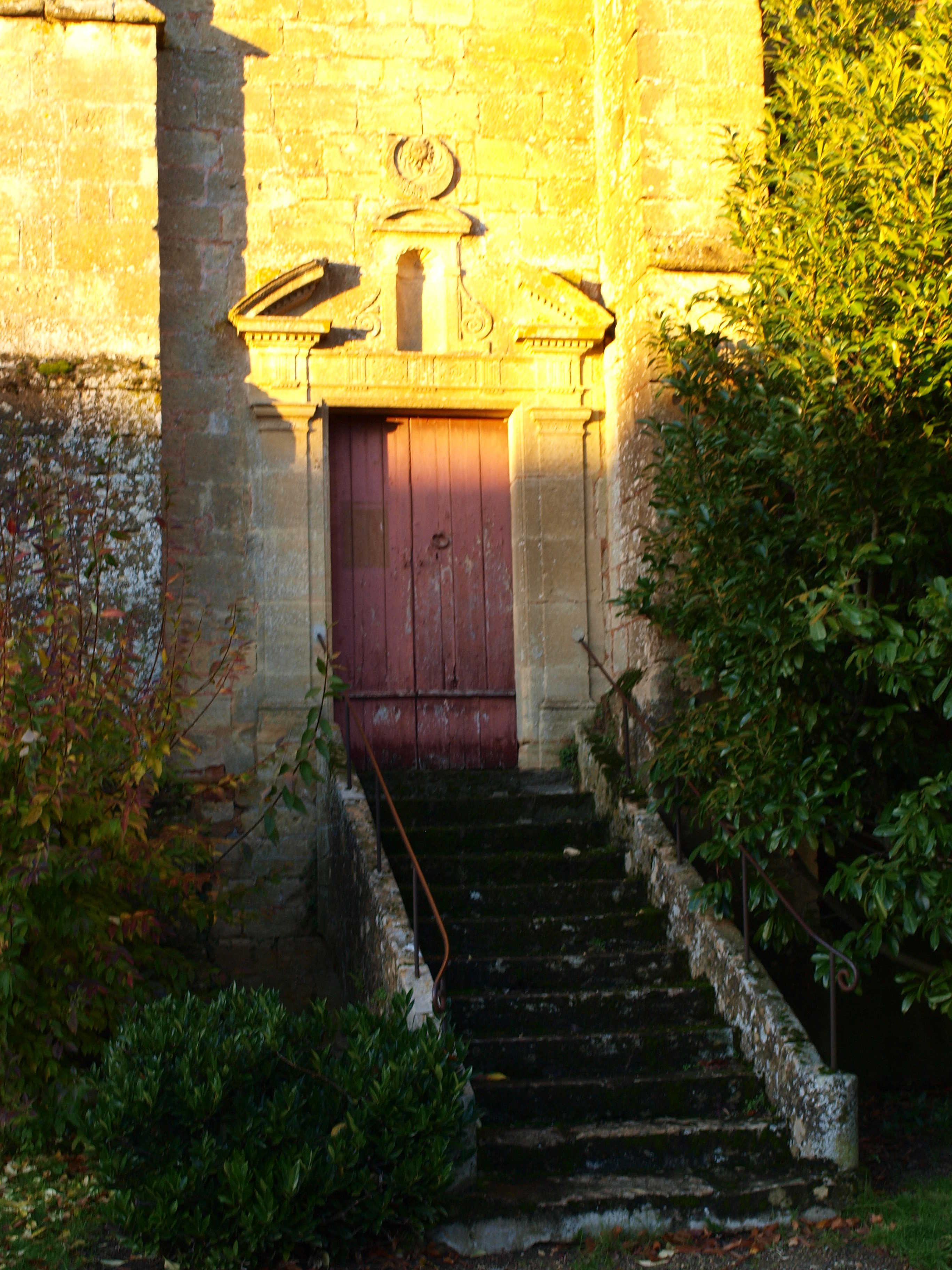
Porte de côté.

L'édifice est construit en pierres jaunes d'Authe. Une grosse tour carrée encadre l'entrée, renforcée de solides contreforts. 
Le portail est surmonté d'une grande baie ogivale de style flamboyant, qui s'encadre dans des pinacles et un cordon horizontal, un décor caractéristique du XVIe siècle. La nef comprend cinq travées dont les trois dernières sont doublées de bas-côtés. L'abside possède cinq pans à fenêtres ogivales.
À l'intérieur, les chapiteaux ont une couronne sculptée de feuilles de vigne et de raisin,.
Une petite porte latérale, à fronton brisé, donnant accès à la travée centrale, est surmontée d'une bretèche. 
Un cadran solaire placé juste au-dessus du fronton, est surmonté d'un emblème des Gonzague, le soleil, qui permet de dater la porte de la fin du XVIe siècle ou du début du XVIIe siècle.

## Localisation
L'église est située sur la commune de Brieulles-sur-Bar, dans le département français des Ardennes.

## Historique
L'église est sur les terres des comtes de Rethel. Le bâtiment précédent a sans doute souffert des guerres de religion, et ce bâtiment fut reconstruit au XVIe siècle. Des restaurations furent entreprises en 1652 puis en 1881.
L'édifice est inscrit au titre des monuments historiques en 1946.